# Liechtenstein nos Jogos Olímpicos de Verão de 2020
Liechtenstein está previsto de participar nos Jogos Olímpicos de Verão de 2020 em Tóquio de 24 de julho a 9 de Agosto de 2021. O responsável pela equipa olímpica é o Comitê Olímpico do Liechtenstein, bem como as federações desportivas nacionais da cada desporto com participação. Esta será a décima oitava participação nos Olímpicos de Verão, tendo competido em todas as edições da era moderna de 1936 em diante, excepto os Jogos Olímpicos de Verão de 1956 em Melbourne e os Jogos Olímpicos de Verão de 1980 em Moscou, fazendo parte do boicote liderado pelos Estados Unidos a esta edição dos jogos.

## Por modalidade esportiva
Um total de cinco atletas em três esportes vão representar Liechtenstein  nas Olimpíadas de Tóquio:
| Esporte           | Masculino | Feminino | Total |
| ----------------- | --------- | -------- | ----- |
| Judô              | 0         | 1        | 1     |
| Natação           | 1         | 1        | 2     |
| Natação artística | -         | 2        | 2     |
| Total             | 3         | 4        | 7     |

## Judô
O Liechtenstein conseguiu qualificar um judoca masculino nos Jogos de Tóquio 2020, graças à alocação tripartida da Federação Internacional de Judô. É o regresso do país a este esporte pela primeira vez desde 2000.
| Atleta               | Evento             | 16avas-de-final      | Oitavas-de-final     | Quartas-de-final     | Semifinais           | Repescagem           | Final / BM           | Final / BM    |
| Atleta               | Evento             | Adversário Resultado | Adversário Resultado | Adversário Resultado | Adversário Resultado | Adversário Resultado | Adversário Resultado | Classificação |
| -------------------- | ------------------ | -------------------- | -------------------- | -------------------- | -------------------- | -------------------- | -------------------- | ------------- |
| Raphael Schwendinger | Até 90kg masculino |                      |                      |                      |                      |                      |                      |               |

## Natação
Dois nadadores do Liechtenstein conseguiram os mínimos de qualificação para a natação:
| Atleta          | Evento                            | Eliminatórias | Eliminatórias | Final | Final         |
| Atleta          | Evento                            | Tempo         | Classificação | Tempo | Classificação |
| --------------- | --------------------------------- | ------------- | ------------- | ----- | ------------- |
| Christoph Meier | 200 m medley individual masculino |               |               |       |               |
| Christoph Meier | 400 m medley individual masculino |               |               |       |               |
| Julia Hassler   | 200 m livre feminino              |               |               |       |               |
| Julia Hassler   | 400 m livre feminino              |               |               |       |               |
| Julia Hassler   | 800 m livre feminino              |               |               |       |               |
| Julia Hassler   | 1500 m livre feminino             |               |               |       |               |

## Natação artística
O Liechtenstein conseguiu pela primeira vez na história Olímpica qualificar uma equipa de dois nadadores artísticos para o evento feminino. Isso foi através do oitavo lugar no Torneio de Qualificação Olímpica FINA 2021 em Barcelona (Espanha) garantindo os sétimo e oitavo lugares disponíveis.
| Atleta                          | Evento | Rotina técnica | Rotina técnica | Rotina livre (preliminares) | Rotina livre (preliminares) | Rotina livre (preliminares) | Rotina técnica (final) | Rotina técnica (final)  | Rotina técnica (final) |
| Atleta                          | Evento | Pontos         | Classificação  | Pontos                      | Total (Técnica + livre)     | Classificação               | Pontos                 | Total (Técnica + livre) | Classificação          |
| ------------------------------- | ------ | -------------- | -------------- | --------------------------- | --------------------------- | --------------------------- | ---------------------- | ----------------------- | ---------------------- |
| Lara MechnigMarluce Schierscher | Dueto  |                |                |                             |                             |                             |                        |                         |                        |